# キム・ウェストン
キム・ウェストン（Kim Weston、1939年12月20日 - ）は、アメリカのソウル歌手であり、モータウンの出身者。1960年代、ウェストンは「Love Me All The Way」と「Take Me in Your Arms (Rock Me a Little While)」、そしてマーヴィン・ゲイとのデュエット「イット・テイクス・トゥー」によってヒットを記録している。

## 略歴
アメリカ合衆国ミシガン州デトロイトで生まれたアガサ・ナサリア・ウェストンは、1961年にモータウンと契約。「Love Me All the Way」でマイナー・ヒットを記録した（R&Bチャート24位、ポップ・チャート88位）。「Love Me All The Way」は元々「It Should Have Been Me」のB側だったが、あるDJが「Love Me The Way」に反応したことによって切り替えられた 。モータウンにおけるウェストンの最大のソロ・ヒットは「Take Me in Your Arms (Rock Me a Little While)」（R&Bチャート4位、ポップ・チャート50位、後にアイズレー・ブラザーズ、ブラッド・スウェット・アンド・ティアーズ、ジャーメイン・ジャクソン、ドゥービー・ブラザーズ、フィル・コリンズがカバー）、および「Helpless」（R&Bチャート13位、ポップ・チャート56位、1966年3月26日にキャッシュボックス入り、かつてフォー・トップスのアルバム『セカンド・アルバム』で録音された曲）である。彼女の名声を押し上げた最大のものは、1966年にマーヴィン・ゲイとの古典的なヒット曲「イット・テイクス・トゥー」を歌い、その後に黒人の国歌「Lift Every Voice and Sing」を録音したことだった。モータウンがゲイをタミー・テレルとパートナーにさせたのは、「イット・テイクス・トゥー」の成功によるものであり、レーベルにとってさらなる成功を収めることへとつながった。
ウェストンは1967年にモータウンを離れ、後にロイヤルティーに関する紛争ゆえに会社を訴えた。彼女と彼女の当時の夫ウィリアム・"ミッキー"・スティーヴンソン（モータウンの元A&Rヘッド）はどちらもロサンゼルスに移り、MGMレコードでのキャリアを開始し、スティーヴンソンはMGM内で独自のレーベルを運営した。ウェストンはMGMのために「I Got What You Need」「Nobody」というカップリングのシングルを発表したが、それはエアプレイやプロモーションの不足のためにほとんど知られることがなかった。彼女はレーベルのためにアルバム『This Is America』を作成。これには、黒人の国歌のポピュラーなバージョン「Lift Every Voice and Sing」が収録されている。これはシングルとしてリリースされ、映画『ワッツタックス/スタックス・コンサート』でフィーチャーされた。シングルからの売上全額が、ユナイテッド・ニグロ・カレッジ・ファンドに寄付された。彼女は、さまざまなレーベルにさらにいくつかのアルバムを録音した。スタックス/ヴォルトの頃には、ジョニー・ナッシュとデュエットによるアルバムを作っている。ウェストンは、新しいシングルがリリースされるまでチャートに載ることがなく、イスラエルへと移転し、そこで若い歌手と一緒に仕事していたと伝えられている。彼女はまた『Sound and the Kidnapped African』と呼ばれるミュージカルに参加した。
ウェストンは、1971年3月、『ビル・コスビー・ショー』（1969年–1971年）のエピソード50にゲスト出演した。
多くの元モータウンのアーティストとともに、彼女は1980年代にイアン・レヴァインのモーターシティ・レコードと契約し、イギリスのHi-NRGチャートで1位になったシングル「Signal Your Dention」をリリースした。その後にアルバム『Investigate』（1990年）が続いた。これには、モータウン・ヒットの再録音と新曲が収録されていた。このレーベルからの2枚目のアルバム『Talking Loud』（1992年）はリリースされなかったが、すべての曲がコンピレーション・アルバム『The Best Of Kim Weston』（1996年）に収録された。
キム・ウェストンは、2013年8月にクリーブランド州立大学の公式リズム・アンド・ブルース音楽の殿堂入りの最初のメンバーとなった。

## ディスコグラフィ

### スタジオ・アルバム
- 『テイク・トゥー』 - Take Two (1966年、Tamla) ※with マーヴィン・ゲイ
- For the First Time (1967年、MGM)
- This Is America (1968年、MGM)
- Johnny Nash & Kim Weston (1969年、Major Minor) ※with ジョニー・ナッシュ
- Big Brass Four Poster (1970年、People)
- 『キム・キム・キム』 - Kim Kim Kim (1970年、Volt)
- Investigate (1966年、Motorcity)

### ライブ・アルバム
- Live in Detroit 1978 (2020年)

### コンピレーション・アルバム
- Greatest Hits & Rare Classics (1991年)
- The Best of Kim Weston (1996年)
- The Very Best of the Motorcity Recordings (1996年)
- 20th Century Masters – The Millennium Collection: The Best of Kim Weston (2003年)
- Motown Anthology (2005年)[10]

### 主なシングル
- "Love Me All the Way" (1963年)
- "What Good Am I Without You" (1964年) ※with マーヴィン・ゲイ
- "Take Me in Your Arms (Rock Me a Little While)" (1965年)
- "Helpless" (1966年)
- 「イット・テイクス・トゥー」 - "It Takes Two" (1967年) ※with マーヴィン・ゲイ
- "I Got What You Need" (1967年)
- "Nobody" (1968年)
- "We Try Harder" (1969年) ※with ジョニー・ナッシュ
- "Danger, Heartbreak Ahead" (1970年)
- "Lift Ev'ry Voice and Sing" (1970年)